# Karl Koske
Karl Koske (ur. 27 czerwca 1889 w Sarajewie, zm. 8 kwietnia 1945 w Wiedniu) – austriacki wojskowy, generał major Wehrmachtu.
Koske zmarł 8 kwietnia 1945 w wyniku ran odniesionych podczas ataku powietrznego.

## Odznaczenia
- Krzyż Rycerski Krzyża Żelaznego (1944)
- Złoty Krzyż Niemiecki (1942)
- Krzyż Żelazny I i II klasy
- Medal za Kampanię Zimową na Wschodzie 1941/1942